# Convención Democrática y Social
Convención Democrática y Social - Rahma (en francés: Convention démocratique et sociale-Rahama) o CDS-R es un partido político socialdemócrata de Níger. Ocupó la presidencia del país brevemente entre 1993 y 1996, siendo el primer partido político en llegar al poder democráticamente en la historia de su país.

## Historia
El partido fue fundado con la llegada del multipartidismo en 1991. Su candidato, Mahamane Ousmane ganó por amplio margen en segunda la vuelta las primeras elecciones presidenciales libres del país. Sin embargo, jamás contó con mayoría en la Asamblea Nacional, siendo derrotado dos veces en las elecciones legislativas por el Movimiento Nacional para la Sociedad del Desarrollo (MNSD). El gobierno del CDS fue derrocado en un golpe de Estado en 1996 y Ousmane no logró recuperar el poder en las elecciones presidenciales subsiguientes, quedando en segundo lugar. De este modo, el CDS boicoteó las elecciones parlamentarias.
Desde 1999, el CDS ha estado en alianza con el MNSD, formando parte de la mayoría parlamentaria y participando en el gobierno; no nominó a un candidato presidencial en las elecciones generales de 1999, pero ganó 17 escaños en la Asamblea Nacional, de la cual Ousmane se convirtió en presidente. En las elecciones generales de 2004, Ousmane fue el candidato presidencial del CDS por cuarta vez, terminando tercero con el 17,4% de los votos. En las elecciones parlamentarias, el partido recibió el 17.4% del voto popular y ganó 22 de los 113 escaños. Después de las elecciones, el MNSD reanudó su gobierno de coalición con CDS-Rahama, cuyos 22 escaños otorgan al presidente y al primer ministro una mayoría de 69 escaños en la Asamblea Nacional, con Ousmane reelecto como presidente de la Asamblea Nacional.
El CDS celebró su sexto congreso el 1 de septiembre de 2007.
El 25 de junio de 2009, después de que el presidente de Níger Mamadou Tandja destituyera a la Asamblea Nacional de sus planes de celebrar un referéndum constitucional, el CDS anunció su ruptura final con el gobierno del MNSD. El partido se retiró de la coalición gubernamental y retiró a sus ocho miembros del Consejo de Ministros de Níger. En un comunicado, el CDS exigió al Presidente que se sometiera definitivamente a la decisión del Tribunal. El partido también anunció la creación de su propia coalición opositora, el Movimiento para la Defensa de la Democracia (MDD) junto con alrededor de cinco partidos más pequeños, incluyendo la UDR y el PDP. El grupo estaba en competencia directa con el frente de oposición más grande, el Frente para la Defensa de la Democracia (FDD) dirigido por el PNDS, y organizó las dos marchas anti-referéndum en Niamey.
El partido boicoteó las elecciones parlamentarias de octubre de 2009 . Después de un golpe de 2010, se presentó en las elecciones generales de 2011; Ousmane terminó cuarto en la votación presidencial con el 8% de los votos, mientras que el partido ganó solo tres escaños en la Asamblea Nacional. En las elecciones generales de 2016, el partido nominó a Abdou Labo como su candidato presidencial; Terminó séptimo en un campo de quince candidatos con el 2% de los votos. En las elecciones de la Asamblea Nacional, el partido retuvo sus tres asientos.

## Resultados electorales

### Elecciones parlamentarias
|  | 27.29 % |

|  | 27.65 % |

|  | 17.23 % |

|  | 17.38 % |

|  | 3.28 % |

|  | 2.40 % |